# Dario Del Corno
Dario Del Corno (Milano, 3 marzo 1933 – Milano, 28 gennaio 2010) è stato un grecista, traduttore e librettista italiano.

## Biografia
Fu allievo di Raffaele Cantarella, cui subentrò nella cattedra di Letteratura greca all'Università degli Studi di Milano nel 1972. Si interessò soprattutto del teatro greco: oltre ad aver ricoperto, nella stessa università, anche la cattedra di Letteratura teatrale della Grecia antica, fece numerosissime traduzioni di opere teatrali dell'Antica Grecia; fu direttore della rivista di studi teatrali "Dioniso", edita dall'Istituto Nazionale del Dramma Antico. Fu autore di manuali scolastici. Svolse una intensa opera di divulgazione per il supplemento domenicale del Sole-24 ore e in un'opera di viaggi alla ricerca delle tracce dell'antica Grecia, scritto in collaborazione con la moglie.
Curò edizioni critiche come testi di scena di opere di Menandro, Nonno di Panopoli, Plutarco (in particolare i Moralia per Adelphi), Euripide (con Marina Cavalli), Plauto, Artemidoro di Daldi, Lucio Flavio Filostrato (la Vita di Apollonio di Tiana), Aristofane (per la Fondazione Lorenzo Valla), Publio Terenzio Afro, Eschilo, Sofocle, introducendo inoltre opere di altri studiosi dell'antichità come Bruno Snell, Mario Untersteiner, Raffaele Cantarella, e traducendo anche altri autori come Johann Wolfgang Goethe, Achim von Arnim, Clemens Brentano, William Shakespeare per il teatro (più spesso per Glauco Mauri o Luca Ronconi) e per la stampa.
Scrisse anche opere per il teatro musicale: Outis, un libretto messo in musica da Luciano Berio, Racconto di Natale, un libretto per Carlo Galante, e Sulla corda più alta, un'azione musicale per attore, danzatore, violoncellista e gruppo di fiati messa in musica dal figlio, Filippo Del Corno.
Riposa al Cimitero Monumentale di Milano.

## Curiosità
- Fece da relatore a Morena Zapparoli.

## Opere principali
- Antologia della letteratura greca, 3 voll., Milano: Principato, 1991
- I narcisi di Colono: drammaturgia del mito nella tragedia greca, Milano: Cortina, 1998 ISBN 88-7078-485-1
- Il libro dei sogni di Artemidoro, Milano: Adelphi, 1975 (V edizione, 2002 ISBN 88-459-0096-7)
- Nella terra del mito: viaggiare in Grecia con dèi, eroi e poeti (con Lia Del Corno, sua moglie, affermata traduttrice), Milano: Mondadori, 2001 ISBN 88-04-45902-6
- La letteratura greca: storia e testi, 4 voll., Milano: Principato, 2002-03
- Euripidaristofanizein: scritti sul teatro greco, Napoli: M. D'Auria, 2005 ISBN 88-7092-244-8